# Mogg/Way
Mogg/Way è stato un supergruppo guidato dai musicisti Pete Way (basso) e Phil Mogg (voce), entrambi musicisti fondatori del gruppo rock britannico UFO, fondato nel 1996 in seguito al terzo scioglimento della band.

## Storia

### Le origini
Dopo aver pubblicato Walk on Water, la band UFO conobbe un periodo di forti contrasti interni, che sfociarono nell'allontanamento di Michael Schenker dal gruppo, nell'agosto del 1995.
Essendo egli tra i proprietari del marchio UFO, la band non poté continuare l'attività discografica senza di lui, ne esibirsi in alcun concerto.
Dopo aver completamente saltato il tour promozionale di Walk On Water, Phil Mogg, invece che tentare una mediazione con il chitarrista, decise di sciogliere la band, e di formare un nuovo progetto insieme a Pete Way, denominato con il nome dei due fondatori, su consiglio del produttore discografico Mike Varney; il gruppo nacque ufficialmente nel febbraio del 1996, e i due leader iniziarono così a scrivere nuovo materiale.

### I due album e lo scioglimento
Il gruppo ha registrato due album in studio, Edge of the World nel 1997 e Chocolate Box nel 1999, entrambi conservando elementi dello stile hard rock simile a quello degli UFO, aggiungendo, grazie alla tastiera e alle due chitarre, elementi hair metal tipici della fine degli anni ottanta, similmente a band quali Whitesnake, Kansas e Scorpions.
Dopo lo scioglimento della band, avvenuto nel 1999, Mogg ha riformato gli UFO, mentre Way è entrato nel Michael Schenker Group, che ha poi abbandonato per riformare gli Waysted nel 2003.

## Discografia
- 1997 - Edge of the World
- 1999 - Chocolate Box

## Formazione

### Ultima
- Phil Mogg - voce (1996-1999)
- George Bellas - chitarra (1997-1998)
- Steff Fontaine - tastiera (1998-1999)
- Pete Way - basso (1996-1999)
- Simon Wright - batteria (1998-1999)

### Membri precedenti
- John Norum - chitarra (1996-1997)
- Aynsley Dunbar - batteria (1996-1998)
- Matt Guillory - tastiera (1996-1998)
- Jeff Kollman - chitarra (1998-1999)